# Josh Pais
Pour les articles homonymes, voir Pais.
Josh Pais, né Joshua Atwill Pais le 21 juin 1964 à New York, dans l'État de New York (États-Unis), est un acteur et réalisateur américain.

## Biographie
Josh Pais est né à New York, New York aux États-Unis. Son père, Abraham Pais, était un physicien néerlandais et théoricien de la physique quantique. La mère de Josh est une poète et artiste bohème Lila Lee (née Atwill). Ses parents se sont rencontrés lorsque son père a travaillé avec Albert Einstein à l'Institute for Advanced Study de l'Université de Princeton, et sa mère était mannequin. Son père était issu d'une famille juive et sa mère s'est convertie au judaïsme. Peu de temps après la naissance de Josh, le couple a divorcé.

## Vie privée
Pais a épousé l'actrice Lisa Emery le 27 août 1990. Le 22 septembre 1993, ils ont eu un fils, Zane Pais, qui est également devenu acteur. Le couple a divorcé en 2003. Il est ensuite marié à l'actrice Marie Forleo, la propriétaire de Marie Forleo International, B-School et MarieTV.

## Filmographie

### comme acteur
- 1989 : Jacknife : Rick
- 1989 : Teething with Anger (TV) : Dog Guy
- 1990 : How to Be Louise : Mike
- 1990 : Les Tortues Ninja (Teenage Mutant Ninja Turtles) : Raphael / Man In Cab
- 1994 : The Second Greatest Story Ever Told (TV) : Joey Joesephson
- 1996 : On Seventh Avenue de Jeff Bleckner (téléfilm) : Donny / Photo Assistant
- 1996 : Les Complices de Central Park (I'm Not Rappaport) : Rodney
- 1998 : Karma Local : Charlie
- 1998 : Casses en tous genres (Safe Men) : Mitchell
- 1998 : Les Joueurs (Rounders) : Weitz
- 1998 : Préjudice (A Civil Action) : Law Clerk
- 1999 : La Musique de mon cœur (Music of the Heart) : Dennis Rausch
- 2000 : Scream 3 : Det. Jason Wallace
- 2000 : Swimming : Neil Wheeler
- 2001 : Scotland, Pa. : Douglas McKenna, Manager who gets fired for embezzlement
- 2001 : Un homme d'exception (A Beautiful Mind) de Ron Howard : Princeton Professor
- 2002 : Phone Game (Phone Booth) : Mario
- 2002 : Porn 'n Chicken (TV) : Prof. Hoffman
- 2003 : The Station Agent de Thomas McCarthy : Carl
- 2003 : C'est de famille! (It Runs in the Family) : Barney
- 2005 : The Reality Trap : Tom
- 2005 : Unconscious : Warner Wilcott
- 2005 : Little Manhattan : Ronny
- 2005 : Confess : Allen Kelner
- 2006 : Jugez-moi coupable : Bellman
- 2007 : Teeth : Godfrey
- 2008 : Synecdoche, New York : Dr. Eisenberg
- 2009 : Escroc(s) en herbe : Ken
- 2012 : Arbitrage de Nicholas Jarecki : Aimes
- 2014 : 5 Flights Up de Richard Loncraine : Jackson
- 2015 : Younger : Todd (épisode 11 saison 1)
- Depuis 2015 : Sex&Drugs&Rock&Roll : Ira Freinbaum (rôle récurrent)
- 2015 : La Famille Fang (The Family Fang) de Jason Bateman : Freeman
- 2015 : I Saw the Light de Marc Abraham
- 2017 : Crown Heights de Matt Ruskin :
- 2017 : Braquage à l'ancienne (Going in Style) de Zach Braff : Chuck Lofton
- 2019 : Brooklyn Affairs (Motherless Brooklyn) d'Edward Norton : William Lieberman
- 2019 : Joker de Todd Phillips
- 2025 : If I Had Legs I'd Kick You de Mary Bronstein (en) : Brad

### comme réalisateur
- 2003 : 7th Street (documentaire)